# スーパーカップ (日本サッカー)
本項目では、日本のサッカーにおけるスーパーカップ（リーグ戦勝者とカップ戦勝者による大会）について記す。
日本のサッカーにおけるスーパーカップは、1994年（日本プロサッカーリーグ（Jリーグ）のリーグ戦初年度の翌年）からJリーグ（1999年の2部制導入以降はトップカテゴリのJ1リーグ）王者と、日本サッカーのオープントーナメントである天皇杯 JFA 全日本サッカー選手権大会（天皇杯）の勝者の間で行われている。大会初年度より富士フイルムビジネスイノベーション（旧社名：富士ゼロックス）が特別協賛しており、社名変更後の2022年大会以降は「FUJIFILM SUPER CUP」（富士フイルム スーパーカップ、ふじフイルム スーパーカップ）の大会名を用いることとしている（詳細後述）。
本項目では、Jリーグ発足前の日本サッカーリーグ（JSL）時代に行われたスーパーカップ、ならびに富士ゼロックス（当時）が特別協賛した「ゼロックス・チャンピオンズ・カップ」についても記す。

## 概要
Jリーグ開幕の1週前に行なわれる、その年度の最初の公式戦（Jリーグ主催大会）である。
大会は原則として前年のJ1リーグ優勝クラブと天皇杯優勝クラブが対戦するが、両者が同一だった場合は、2008年までは天皇杯の準優勝クラブ・2009年からはJ1リーグの年間準優勝クラブに代替で出場権が与えられる。試合時間は前後半各45分で行われ、同点の場合には延長戦は行わず、即時にPK戦を実施して勝敗を決める。「Jリーグ（の）スーパーカップ」との表現を用いている事例もある が、天皇杯はJリーグ以外のクラブも参加するオープントーナメントであり、必ずしもJリーグクラブ限定の大会というわけではない（但し、本大会が始まった1994年以降、Jリーグに所属していないクラブが天皇杯優勝を果たしたことはない）。
2021年2月1日に行われた記者会見で、「同一企業の協賛で最も長く開催されたサッカースーパーカップの大会」としてギネス世界記録として認められたことが報告された。
第1回は、ヴェルディ川崎（川崎市）VS横浜フリューゲルス（横浜市）で神奈川県同士（神奈川ダービー）の対決となった。

### 大会名称
富士フイルムビジネスイノベーションは1994年の大会創設当初から特別協賛を行っており、旧社名の「富士ゼロックス」（FUJI XEROX）にちなんで、2008年まではXEROX SUPER CUP（ゼロックス スーパーカップ）、2009年からはFUJI XEROX SUPER CUP（富士ゼロックス スーパーカップ、ふじゼロックス スーパーカップ）の大会名を使用しており、長らく「ゼロックス杯」の通称で親しまれた。
しかし同社の親会社である富士フイルムホールディングスが米国・ゼロックス社との合弁を解消し、富士ゼロックスが2021年4月1日から「富士フイルムビジネスイノベーション」へ社名を変更することになり、2021年大会限りで従来の大会名での開催を終了することになった。2021年大会の記者会見で当時の同社代表取締役社長の玉井光一は「未来について全てが分かっているわけではないが、本大会を継続していくつもり」として、スーパーカップを協賛し続ける意向を示していたが、2021年12月14日に富士フイルムビジネスイノベーションによる特別協賛継続と、新たな大会名を「FUJIFILM SUPER CUP」とすることが明らかにされた。

### 主催・主管団体
- 主催：公益財団法人日本サッカー協会[3]、公益社団法人日本プロサッカーリーグ[3]
- 主管：公益社団法人日本プロサッカーリーグ[3]、公益財団法人東京都サッカー協会（国立競技場開催年）/ 一般社団法人神奈川県サッカー協会（日産スタジアム開催年）/ 公益財団法人埼玉県サッカー協会（埼玉スタジアム開催年）[3]
- 特別協賛：富士フイルムビジネスイノベーション株式会社
- 賞金総額：5,000万円（優勝：3,000万円、準優勝：2,000万円）

### 試合放送
- 日本テレビ制作、日本テレビネットワーク協議会（NNS）全国ネット[3]（1994年-1996年はフジテレビジョン制作・FNS全国ネット）

## 結果
| 回 | 年度   | J1年間優勝         | 結果             | 天皇杯優勝             | 会場                                | 入場者数 |
| -- | ------ | ------------------ | ---------------- | ---------------------- | ----------------------------------- | -------- |
| 1  | 1994年 | ヴェルディ川崎     | 2 - 1            | 横浜フリューゲルス     | 国立霞ヶ丘競技場 陸上競技場（東京） | 51,154人 |
| 2  | 1995年 | ヴェルディ川崎     | 2 - 2 (PK 4 - 2) | ベルマーレ平塚         | 国立霞ヶ丘競技場 陸上競技場（東京） | 53,167人 |
| 3  | 1996年 | 横浜マリノス       | 0 - 2            | 名古屋グランパスエイト | 国立霞ヶ丘競技場 陸上競技場（東京） | 39,570人 |
| 4  | 1997年 | 鹿島アントラーズ   | 3 - 2            | ヴェルディ川崎         | 国立霞ヶ丘競技場 陸上競技場（東京） | 28,920人 |
| 5  | 1998年 | ジュビロ磐田       | 1 - 2            | 鹿島アントラーズ       | 国立霞ヶ丘競技場 陸上競技場（東京） | 35,208人 |
| 6  | 1999年 | 鹿島アントラーズ   | 2 - 1            | 清水エスパルス         | 国立霞ヶ丘競技場 陸上競技場（東京） | 28,520人 |
| 7  | 2000年 | ジュビロ磐田       | 1 - 1 (PK 3 - 2) | 名古屋グランパスエイト | 国立霞ヶ丘競技場 陸上競技場（東京） | 25,063人 |
| 8  | 2001年 | 鹿島アントラーズ   | 0 - 3            | 清水エスパルス         | 国立霞ヶ丘競技場 陸上競技場（東京） | 25,095人 |
| 9  | 2002年 | 鹿島アントラーズ   | 1 - 1 (PK 4 - 5) | 清水エスパルス         | 国立霞ヶ丘競技場 陸上競技場（東京） | 34,576人 |
| 10 | 2003年 | ジュビロ磐田       | 3 - 0            | 京都パープルサンガ     | 国立霞ヶ丘競技場 陸上競技場（東京） | 22,904人 |
| 11 | 2004年 | 横浜F・マリノス    | 1 - 1 (PK 2 - 4) | ジュビロ磐田           | 国立霞ヶ丘競技場 陸上競技場（東京） | 30,158人 |
| 12 | 2005年 | 横浜F・マリノス    | 2 - 2 (PK 4 - 5) | 東京ヴェルディ1969     | 横浜国際総合競技場 （横浜）         | 21,104人 |
| 13 | 2006年 | ガンバ大阪         | 1 - 3            | 浦和レッズ             | 国立霞ヶ丘競技場 陸上競技場（東京） | 35,674人 |
| 14 | 2007年 | 浦和レッズ         | 0 - 4            | ガンバ大阪             | 国立霞ヶ丘競技場 陸上競技場（東京） | 35,307人 |
| 15 | 2008年 | 鹿島アントラーズ   | 2 - 2 (PK 3 - 4) | サンフレッチェ広島     | 国立霞ヶ丘競技場 陸上競技場（東京） | 27,245人 |
| 16 | 2009年 | 鹿島アントラーズ   | 3 - 0            | ガンバ大阪             | 国立霞ヶ丘競技場 陸上競技場（東京） | 36,880人 |
| 17 | 2010年 | 鹿島アントラーズ   | 1 - 1 (PK 5 - 3) | ガンバ大阪             | 国立霞ヶ丘競技場 陸上競技場（東京） | 34,634人 |
| 18 | 2011年 | 名古屋グランパス   | 1 - 1 (PK 3 - 1) | 鹿島アントラーズ       | 日産スタジアム （横浜）             | 35,963人 |
| 19 | 2012年 | 柏レイソル         | 2 - 1            | FC東京                 | 国立霞ヶ丘競技場 陸上競技場（東京） | 35,453人 |
| 20 | 2013年 | サンフレッチェ広島 | 1 - 0            | 柏レイソル             | 国立霞ヶ丘競技場 陸上競技場（東京） | 34,972人 |
| 21 | 2014年 | サンフレッチェ広島 | 2 - 0            | 横浜F・マリノス        | 国立霞ヶ丘競技場 陸上競技場（東京） | 41,273人 |
| 22 | 2015年 | ガンバ大阪         | 2 - 0            | 浦和レッズ             | 日産スタジアム （横浜）             | 47,666人 |
| 23 | 2016年 | サンフレッチェ広島 | 3 - 1            | ガンバ大阪             | 日産スタジアム （横浜）             | 33,805人 |
| 24 | 2017年 | 鹿島アントラーズ   | 3 - 2            | 浦和レッズ             | 日産スタジアム （横浜）             | 48,250人 |
| 25 | 2018年 | 川崎フロンターレ   | 2 - 3            | セレッソ大阪           | 埼玉スタジアム2002 （さいたま）     | 41,803人 |
| 26 | 2019年 | 川崎フロンターレ   | 1 - 0            | 浦和レッズ             | 埼玉スタジアム2002 （さいたま）     | 52,587人 |
| 27 | 2020年 | 横浜F・マリノス    | 3 - 3 (PK 2 - 3) | ヴィッセル神戸         | 埼玉スタジアム2002 （さいたま）     | 51,397人 |
| 28 | 2021年 | 川崎フロンターレ   | 3 - 2            | ガンバ大阪             | 埼玉スタジアム2002 （さいたま）     | 4,208人  |
| 29 | 2022年 | 川崎フロンターレ   | 0 - 2            | 浦和レッズ             | 日産スタジアム （横浜）             | 18,558人 |
| 30 | 2023年 | 横浜F・マリノス    | 2 - 1            | ヴァンフォーレ甲府     | 国立競技場 （東京）                 | 50,923人 |
| 31 | 2024年 | ヴィッセル神戸     | 0 - 1            | 川崎フロンターレ       | 国立競技場 （東京）                 | 52,142人 |
| 32 | 2025年 | ヴィッセル神戸     | 0 - 2            | サンフレッチェ広島     | 国立競技場 （東京）                 | 53,343人 |

1. ↑  天皇杯優勝の横浜フリューゲルスが横浜マリノスとの合併により消滅したため、準優勝の清水エスパルスが出場
2. 1 2 3  J1年間優勝と天皇杯優勝のチームが同一であったため、天皇杯準優勝チームが出場
3. 1 2 3 4  J1年間優勝と天皇杯優勝のチームが同一であったため、J1年間準優勝チームが出場

## 統計

### クラブ別成績
| クラブ名           | 優 | 準 | 優勝年度                      | 準優勝年度               |
| ------------------ | -- | -- | ----------------------------- | ------------------------ |
| 鹿島アントラーズ   | 6  | 4  | 1997,1998,1999,2009,2010,2017 | 2001,2002,2008,2011      |
| サンフレッチェ広島 | 5  | 0  | 2008,2013,2014,2016,2025      |                          |
| 川崎フロンターレ   | 3  | 2  | 2019,2021,2024                | 2018,2022                |
| 東京ヴェルディ     | 3  | 1  | 1994,1995,2005                | 1997                     |
| ジュビロ磐田       | 3  | 1  | 2000,2003,2004                | 1998                     |
| ガンバ大阪         | 2  | 5  | 2007,2015                     | 2006,2009,2010,2016,2021 |
| 浦和レッズ         | 2  | 4  | 2006,2022                     | 2007,2015,2017,2019      |
| 名古屋グランパス   | 2  | 1  | 1996,2011                     | 2000                     |
| 清水エスパルス     | 2  | 1  | 2001,2002                     | 1999                     |
| 横浜F・マリノス    | 1  | 5  | 2023                          | 1996,2004,2005,2014,2020 |
| ヴィッセル神戸     | 1  | 2  | 2020                          | 2024,2025                |
| 柏レイソル         | 1  | 1  | 2012                          | 2013                     |
| セレッソ大阪       | 1  | 0  | 2018                          |                          |
| 横浜フリューゲルス | 0  | 1  |                               | 1994                     |
| 湘南ベルマーレ     | 0  | 1  |                               | 1995                     |
| 京都サンガF.C.     | 0  | 1  |                               | 2003                     |
| FC東京             | 0  | 1  |                               | 2012                     |
| ヴァンフォーレ甲府 | 0  | 1  |                               | 2023                     |

### 出場権別成績
| 出場権           | 優     | 準     |
| ---------------- | ------ | ------ |
| J1年間優勝クラブ | 18 (3) | 14 (4) |
| 天皇杯優勝クラブ | 14 (3) | 18 (4) |

※天皇杯優勝クラブ並びにJ1リーグ優勝クラブのカッコ内は、J1優勝クラブと天皇杯優勝クラブが同一などにより代替出場した天皇杯準優勝クラブ並びにJ1リーグ2位クラブの成績である

## Jリーグマスコット総選挙
2013年大会から行われている催しで、クラブ公式マスコットがいないなど、クラブ側の都合等で不参加のクラブを除いた全クラブのマスコットが当日会場に集結するのに合わせ、当日撮影される記念写真の「センターポジション」に収まるマスコットをWeb投票で選出するというものである。2014年まではJ's GOALの企画として実施され、正式タイトルは「センターポジション争奪! Jリーグマスコット総選挙」だった。
宇都宮徹壱によると、このイベントが行われるきっかけになったのは、2011年大会が行われた日産スタジアムに一平くん（愛媛FCの“非公式”マスコット）が現れたことだという。一平くんにファンが群がる様子を見ていたJリーグメディアプロモーションの人物が「この（一平くんに群がるファンの）笑顔こそが、大会の価値そのもの」と訴え、2012年大会で当時のJ1所属18クラブのマスコットを集めた「J1マスコット大集合」として開催、翌年からJ2クラブまで対象を広げて「総選挙」として行ったものであるという。2017年大会からはJ3クラブのマスコットも参加可能となった。
Jリーグが唯一公式に実施している「マスコットの人気投票」であることから、クラブを挙げてセンターポジションを狙っているマスコットも少なくない。
第11回となる2023年大会をもって「マスコット総選挙」を終了した。Jリーグ関係者によれば、マスコット総選挙に対するクラブ間のモチベーションやリソースのかけ方の差が現れた事を踏まえてJリーグ内部で検討した結果、「一区切り」という結論になったという。2024年大会はマスコット総選挙を実施せずマスコット集合イベント「マスコット大運動会」のみ実施したが、2025年大会は会場となる国立競技場の改修工事の関係で「マスコット運動会」も実施されない。

### 結果（マスコット総選挙）
| 年度   | 1位                      | 2位                      | 3位                      |
| ------ | ------------------------ | ------------------------ | ------------------------ |
| 2013年 | ベガッ太（仙台）         | ヴァンくん（甲府）       | ドーレくん（札幌）       |
| 2014年 | ヴィヴィくん（長崎）     | サンチェ（広島）         | ベガッ太（仙台）         |
| 2015年 | サンチェ（広島）         | ドーレくん（札幌）       | ディーオ（山形）         |
| 2016年 | ベガッ太（仙台）         | 東京ドロンパ（FC東京）   | サンチェ（広島）         |
| 2017年 | サンチェ（広島）         | ベガッ太（仙台）         | レノ丸（山口）           |
| 2018年 | グランパスくん（名古屋） | レノ丸（山口）           | 東京ドロンパ（FC東京）   |
| 2019年 | グランパスくん（名古屋） | ヴィヴィくん（長崎）     | ベガッ太（仙台）         |
| 2020年 | マリノスケ（横浜FM）     | グランパスくん（名古屋） | ヴィヴィくん（長崎）     |
| 2021年 | ヴィヴィくん（長崎）     | マリノスケ（横浜FM）     | グランパスくん（名古屋） |
| 2022年 | マリノス君（横浜FM）     | ヴィヴィくん（長崎）     | グランパスくん（名古屋） |
| 2023年 | マリン（横浜FM）         | ワルンタ（川崎）         | ヴィヴィくん（長崎）     |

### クラブ別成績（マスコット総選挙）
| マスコット名                   | 所属   | 1 | 2 | 3 | 計 |
| ------------------------------ | ------ | - | - | - | -- |
| マリノス君・マリノスケ・マリン | 横浜FM | 3 | 1 | 0 | 4  |
| ヴィヴィくん                   | 長崎   | 2 | 2 | 2 | 6  |
| ベガッ太                       | 仙台   | 2 | 1 | 2 | 5  |
| グランパスくん                 | 名古屋 | 2 | 1 | 2 | 5  |
| サンチェ                       | 広島   | 2 | 1 | 1 | 4  |
| ドーレくん                     | 札幌   | 0 | 1 | 1 | 2  |
| 東京ドロンパ                   | FC東京 | 0 | 1 | 1 | 2  |
| レノ丸                         | 山口   | 0 | 1 | 1 | 2  |
| ヴァンくん                     | 甲府   | 0 | 1 | 0 | 1  |
| ワルンタ                       | 川崎   | 0 | 1 | 0 | 1  |
| ディーオ                       | 山形   | 0 | 0 | 1 | 1  |

## NEXT GENERATION MATCH
2010年の大会より前座試合として行われているU-18（高校生年代）による試合で、全国高等学校サッカー選手権大会の優秀選手を中心に集められた「日本高校サッカー選抜」とJリーグクラブ代表が対戦する。2019年大会までは各クラブのユースチーム（高校1，2年生）から集められた「U-18・Jリーグ選抜」が対戦していたが、2020年大会から2024年大会までは「前年度のJ1リーグチャンピオンのアカデミーチーム」が出場することとなった。
2010年は「FUJI XEROX SUPER CUP 2010 フレンドリーマッチ」として行われ、翌2011年の大会から「NEXT GENERATION MATCH」を当試合の名称に制定している。

### 主催・主管団体（NEXT GENERATION MATCH）
- 主催：公益財団法人日本サッカー協会[18]、公益社団法人日本プロサッカーリーグ[18]
- 主管：公益社団法人日本プロサッカーリーグ[18]、公益財団法人東京都サッカー協会[18]
- 後援：公益財団法人全国高等学校体育連盟[18]
- 特別協賛：富士フイルムビジネスイノベーション株式会社[18]

### 試合放送（NEXT GENERATION MATCH）
- 日テレジータスにて生中継、日本テレビ系列（地上波関東ローカル）ではダイジェスト放送[19][18]

### 結果（NEXT GENERATION MATCH）
■クラブユース代表：6勝5分5敗
■高校代表：5勝5分6敗
| 年度   | クラブユース代表      | 結果  | 高校代表             | 会場                           |
| ------ | --------------------- | ----- | -------------------- | ------------------------------ |
| 2010年 | Jリーグ選抜           | 1 - 1 | 日本高校サッカー選抜 | 国立霞ヶ丘競技場（東京）       |
| 2011年 | Jリーグ選抜           | 2 - 1 | 日本高校サッカー選抜 | 日産スタジアム（横浜）         |
| 2012年 | Jリーグ選抜           | 3 - 0 | 日本高校サッカー選抜 | 国立霞ヶ丘競技場（東京）       |
| 2013年 | Jリーグ選抜           | 0 - 0 | 日本高校サッカー選抜 | 国立霞ヶ丘競技場（東京）       |
| 2014年 | Jリーグ選抜           | 0 - 1 | 日本高校サッカー選抜 | 国立霞ヶ丘競技場（東京）       |
| 2015年 | Jリーグ選抜           | 1 - 2 | 日本高校サッカー選抜 | 日産スタジアム（横浜）         |
| 2016年 | Jリーグ選抜           | 1 - 1 | 日本高校サッカー選抜 | 日産スタジアム（横浜）         |
| 2017年 | Jリーグ選抜           | 0 - 4 | 日本高校サッカー選抜 | 日産スタジアム（横浜）         |
| 2018年 | Jリーグ選抜           | 1 - 2 | 日本高校サッカー選抜 | 埼玉スタジアム2002（さいたま） |
| 2019年 | Jリーグ選抜           | 1 - 1 | 日本高校サッカー選抜 | 埼玉スタジアム2002（さいたま） |
| 2020年 | 横浜F・マリノスユース | 3 - 2 | 日本高校サッカー選抜 | 埼玉スタジアム2002（さいたま） |
| 2021年 | 川崎フロンターレU-18  | 2 - 1 | 日本高校サッカー選抜 | 埼玉スタジアム2002（さいたま） |
| 2022年 | 川崎フロンターレU-18  | 1 - 0 | 日本高校サッカー選抜 | 日産スタジアム（横浜）         |
| 2023年 | 横浜F・マリノスユース | 2 - 2 | 日本高校サッカー選抜 | 国立競技場（東京）             |
| 2024年 | ヴィッセル神戸U-18    | 0 - 1 | 日本高校サッカー選抜 | 国立競技場（東京）             |
| 2025年 | Jリーグ選抜           | 4 - 1 | 日本高校サッカー選抜 | 国立競技場（東京）             |

## JSL時代の大会

### スーパーカップ
日本サッカーリーグ (JSL) 時代の1977年から1984年まで、JSL年間優勝クラブと天皇杯優勝クラブが対戦するスーパーカップが行われていた。なお、1978年（第2回）大会はJSL開幕戦を兼ねていた。
| 回 | 年度   | JSL年間優勝 | 結果             | 天皇杯優勝   |
| -- | ------ | ----------- | ---------------- | ------------ |
| 1  | 1977年 | 古河電工    | 3 - 2            | ヤンマー     |
| 2  | 1978年 | フジタ工業  | 5 - 1            | ヤンマー     |
| 3  | 1979年 | 三菱重工    | 0 - 0 (PK 3 - 1) | 東洋工業     |
| 4  | 1980年 | フジタ工業  | 1 - 2            | 三菱重工     |
| 5  | 1981年 | ヤンマー    | 0 - 0 (PK 3 - 2) | 三菱重工     |
| 6  | 1982年 | フジタ工業  | 2 - 0            | 日本鋼管     |
| 7  | 1983年 | 三菱重工    | 3 - 0            | ヤマハ発動機 |
| 8  | 1984年 | 読売クラブ  | 2 - 0            | 日産自動車   |

1. 1 2 3 4  JSL年間優勝と天皇杯優勝のクラブが同一であったため、天皇杯準優勝クラブが出場

注
- 1977年度はこの年から始まった「サッカーフェスティバル」の行事として、4月10日に国立競技場で行われた。[20]
- 1978年度は第2回サッカーフェスティバルの行事とJSL開幕戦を兼ねて、4月2日に長居競技場で行われた[21]。これはジャパンカップの日程に合わせて、JSLの日程が1週間繰り上がったことによる[22]。
- 1979年度は第3回サッカーフェスティバルの行事とJSL第2節を兼ねて、4月8日に国立競技場で行われた[23]。
- 1980年度は第4回サッカーフェスティバルの行事として、4月6日に長居競技場で行われた[24]。
- 1981年度は、第5回サッカーフェスティバルの行事とJSL開幕戦を兼ねて、4月5日に国立競技場で行われた[25]。
- 1982年度はリーグ開幕前の3月28日に国立競技場で行われた[26]。
- 1983年度はリーグ開幕前の3月27日に国立競技場で行われた[27]。
- 1984年度はリーグ開幕前の3月25日に国立競技場で行われた[28]。

### ゼロックス・チャンピオンズ・カップ
1992年4月に日本サッカーリーグ (JSL) 閉幕記念イベントとして開催された賞金大会。富士ゼロックスが冠スポンサーとなったことから「XEROX CHAMPIONS' CUP」と呼ばれる。
概要
1991-92年度シーズンは日本サッカーリーグ（JSL）として最後の年度であったため、その最終公式戦としてJSL1部所属チームが参加する4大会（JSL・JSLカップ・コニカカップ・天皇杯）の優勝チームによる「チャンピオンの中のチャンピオン」を決めるチャンピオンズ杯が開催された。
JSL最終戦の翌週1992年4月5日に国立霞ヶ丘競技場陸上競技場で激しい雨の中で準決勝2試合が行なわれた。第1試合はトヨタ（コニカカップ優勝）が日産（天皇杯優勝）を1対0で降し、第2試合は読売（JSL1部とJSLカップの2大会優勝）がJSL1部3位のヤマハ（読売と日産がJSL1部でそれぞれ1位・2位となったため出場権を得た）に2対0で勝利し、翌週の決勝戦へコマを進めた。
4月12日に国立競技場で開催された決勝戦はフジテレビで中継され、トヨタを2対1で破り優勝した読売がJSL最後のタイトルと共に「3冠」を達成、優勝賞金4,000万円を獲得した。
参加クラブ
- 読売クラブ（第27回日本サッカーリーグ1部優勝、第16回JSLカップ選手権大会優勝）
- 日産自動車（第71回天皇杯全日本サッカー選手権大会優勝）
- トヨタ自動車（第2回コニカカップ・チャレンジ'92選手権大会優勝）
- ヤマハ発動機（第27回日本サッカーリーグ1部3位）- 繰り上げ出場